# Подводные лодки типа «Оясио»
Подво́дные ло́дки ти́па «Ояси́о» (яп. おやしお型潜水艦) — серия японских дизель-стирлинг-электрических подводных лодок. Спроектированы в начале 1990-х годов, постройка первой лодки начата в 1994 году. Всего в серии построено 11 подводных лодок, последняя из которых вступила в строй в 2008 году. Являются развитием типа «Харусио», по сравнению с которыми тип «Оясио» имеет большее водоизмещение за счёт установки бортовых гидролокаторов. Имеют корпус, выполненный с применением резиновых шумопоглощающих элементов. В свою очередь, развитием лодок типа «Оясио» стали подводные лодки типа «Сорю», построенные в 2005—2021 годах.

## Конструкция
Конструкция корпуса подводной лодки типа «Оясио» смешанная: центральная часть выполнена по однокорпусной схеме, а носовая и кормовая часть по двухкорпусной. Корпус имеет обтекаемую сигарообразную форму. По всей длине корпуса надстройка с размещенными антеннами гидроакустических станций, швартовыми устройствами и вспомогательным оборудованием. Верхняя поверхность надстройки имеет вид плоской палубы.

### Энергетическая установкаСЭУ
Главная дизель-электрическая энергетическая установка работает по схеме с полным электродвижением. В состав энергетической установки входят:
- два дизель-генератора мощностью 1850 кВт
- два электродвигателя мощностью по 3380 л. с. размещённые по схеме «тандем»

В качестве движителя использован низкооборотный семилопастной гребной винт большого диаметра с сильной откидкой лопастей.

### Радиоэлектронное вооружение
На подводных лодках типа «Оясио» радиоэлектронное вооружение представлено:
- гидроакустическим комплексом AN/ZQO-5B
  - сферическая активно-пассивная антенна, работающая в диапазоне средних и низких частот;
  - пассивные бортовая конформная и буксируемая линейная антенна типа AN/YQR-1;
  - станция гидроакустической разведки
- РЛС AN/ZPS-6
  - работает в диапазоне частот 8-9 ГГц, предназначена для решения навигационных задач, поиска и обнаружения надводных и воздушных целей;
- станцией радиотехнической разведки AN/ZLR-7
  - осуществляет поиск, перехват и пеленгование сигналов радиоэлектронных средств (РЭС) в диапазоне от 50 МГц до 18 ГГц;
- оптоэлектронными перископами с трансляцией видеоизображения на мониторы центрального командного поста
- средствами противоторпедной защиты
- навигационной аппаратурой и средствами связи[3]

Подводные лодки «Оясио» оснащены боевой информационно-управляющей системой (БИУС) новой модификации AN/ZYQ-3, предназначенной для сбора, обработки, анализа и отображения в реальном масштабе времени всех получаемых данных об обстановке, управления оружием, техническими средствами и механизмами ПЛ.

## Вооружение
Шесть 533-мм носовыми торпедными аппаратами типа HU-603B с гидравлической системой стрельбы и воздушным турбонасосом.
Общий боезапас составляет 20 торпед или ракет. В стандартный боекомплект входят 12 универсальных торпед и противокорабельных ракет Sub-Harpoon, а также 8 малогабаритных противолодочных торпед.
Подводные лодки типа «Оясио» планируется использовать для скрытой постановки перспективных самодвижущихся мин типа KRX-2.

## Представители
| Название                                     | Заводской номер | Бортовой номер | Судоверфь      | Дата закладки   | Спуск на воду    | Ввод в строй    | Судьба                 |
| -------------------------------------------- | --------------- | -------------- | -------------- | --------------- | ---------------- | --------------- | ---------------------- |
| Оясио (яп. おやしお «Течение Оясио»)         | 8105            | SS-590         | Кавасаки, Кобе | 26 января 1994  | 15 октября 1996  | 16 марта 1998   | Учебный корабль с 2015 |
| Митисио (яп. みちしお «Полный прилив»)       | 8106            | SS-591         | Мицубиси, Кобе | 16 февраля 1995 | 18 сентября 1997 | 10 марта 1999   | Учебный корабль с 2017 |
| Удзусио (яп. うずしお «Морской водоворот»)   | 8107            | SS-592         | Кавасаки, Кобе | 6 марта 1996    | 26 ноября 1998   | 9 марта 2000    |                        |
| Макисио (яп. まきしお «Вихревое течение»)    | 8108            | SS-593         | Мицубиси, Кобе | 26 марта 1997   | 22 сентября 1999 | 29 марта 2001   |                        |
| Исосио (яп. いそしお «Течение в заливе»)     | 8109            | SS-594         | Кавасаки, Кобе | 9 марта 1998    | 27 ноября 2000   | 14 марта 2002   |                        |
| Нарусио (яп. なるしお «Шумящий прилив»)      | 8110            | SS-595         | Мицубиси, Кобе | 2 апреля 1999   | 4 октября 2001   | 3 марта 2003    |                        |
| Куросио (яп. くろしお «Течение Куросио»)     | 8111            | SS-596         | Кавасаки, Кобе | 27 марта 2000   | 23 октября 2002  | 8 марта 2004    |                        |
| Такасио (яп. たかしお «Большой прилив»)      | 8112            | SS-597         | Мицубиси, Кобе | 30 января 2001  | 1 октября 2003   | 9 марта 2005    |                        |
| Яэсио (яп. やえしお «Восьмислойное течение») | 8113            | SS-598         | Кавасаки, Кобе | 15 января 2002  | 4 ноября 2004    | 9 марта 2006    |                        |
| Сэтосио (яп. せとしお «Течение в проливе»)   | 8114            | SS-599         | Мицубиси, Кобе | 23 января 2003  | 5 октября 2005   | 28 февраля 2007 |                        |
| Мотисио (яп. もちしお «Прилив в полнолуние») | 8115            | SS-600         | Кавасаки, Кобе | 23 февраля 2004 | 6 ноября 2006    | 6 марта 2008    |                        |